# Parafia św. Klemensa w Nadarzynie
Parafia pw. Świętego Klemensa w Nadarzynie – parafia rzymskokatolicka należąca do dekanatu raszyńskiego, archidiecezji warszawskiej, metropolii warszawskiej Kościoła katolickiego. Siedziba parafii mieści się przy ulicy Kościelnej w Nadarzynie. Obsługiwana przez księży archidiecezjalnych.  

## Historia
Parafia została erygowana w 1453.

### Kościół parafialny
Kościół św. Klemensa w Nadarzynie
Obecny kościół parafialny pochodzi z roku 1806.

## Patron
Patronem parafii jest św. Klemens, papież.